# Dan Zanes
Daniel Edgerly Zanes, né le 8 novembre 1961, est un musicien américain de rock, de folk et de musique pour enfants. Ancien membre du groupe Del Fuegos, il est le leader du groupe Dan Zanes and Friends et produit aussi avec sa femme, Claudia Eliaza Zanes, sous le nom de Dan + Claudia.

## Biographie

### Jeunesse et éducation
Né d'un père enseignant, poète et écrivain, il est le frère du musicien et ancien membre du groupe Warren Zanes.
Après avoir grandi dans la « monoculture blanche » du New Hampshire, il est initié à la musique, depuis l'enfance par le musicien américain Lead Belly à l'âge de sept ans. D'autres sources d'inspiration musicales anciennes incluent Woody Guthrie, Ella Jenkins et Pete Seeger,. Il fréquente la Phillips Academy à Andover, dans le Massachusetts, pendant deux ans et l'Oberlin College où il rencontre son camarade de groupe Tom Lloyd.

## Parcours artistique
Avec les Del Fuegos, Zanes enregistre plusieurs disques  comme The Longest Day en 1984, Boston, Mass en 1985, Stand Up en 1987, Smoking in the Fields.
En 1989, il produit le single à succès, Don't Run Wild.
En 2000, il crée le groupe Dan Zanes and Friends et installe le label Festival Five Records. Selon le magazine Variety, « ce qui fait de Zanes and Friends un tel trésor, c'est qu'ils existent en dehors de la structure de l'entreprise. Il n'y a aucune tentative de promotion croisée ou de création d'un consommateur. Tout ce qui compte, c'est de s'amuser ».
En 2001, il lance avec le groupe le deuxième album, Family Dance composé de chansons de danse issues d'une grande variété de traditions musicales et met en vedette Loudon Wainwright III et Rosanne Cash. Le troisième enregistrement, Night Time !, sorti en 2002, présente des collaborations avec Aimee Mann, Lou Reed, John Doe, Dar Williams et d'autres musiciens établis.
En 2003, il participe au téléfilm Dragon Tales Let's Start a Band.  Le quatrième album de la série familiale s'intitule House Party, une collection de 20 chansons avec une instrumentation variée en guitares, banjos, de la contrebasse et de la batterie, cainsi que le violon, le tuba, l'accordéon, le trombone, l'orgue à pompe, le djembé et  la scie. House Party a été nommé pour un Grammy dans la catégorie Album musical pour enfants. Sélections de clips vidéo de l'album House Party diffusées pendant le programme matinal de Disney Channel connu sous le nom de Playhouse Disney de 2005 à 2007. De nouvelles sélections de clips musicaux sont diffusées occasionnellement sur Noggin de Nickelodeon.
En 2007, Zanes reçoit le  Grammy Awards du meilleur album musical pour enfants (en) pour Catch That Train ! en 2006. Il produit aussi un CD de reggae pour enfants nommé "Its a Bam Bam Diddly"  avec Father Goose.
En 2009, il réalise son septième album, 76 Trombones, sur le thème de Broadway/Showtune, en collaborant avec les chanteurs comme Matthew Broderick, Carol Channing et Brian Stokes Mitchell,.
En 2017, Zanes sort l'album Lead Belly, Baby ! qui n'est qu'une reprise de la musique de Lead Belly et pour laquella il collabore avec Billy Bragg, Chuck D, Aloe Blacc, Valerie June, Memphis Jelks, Tamar-kali et Sonia de los Santos. En octobre de la même année, Claudia Eliaza et lui  créent Night Train 57, un « opéra folklorique sensoriel » commandé par le Kennedy Center.
Depuis 2021, Zanes se produit avec sa femme, Claudia Eliaza Zanes, sous le nom de Dan + Claudia. Le couple réalise deux albums : Let Love Be Your Guide, en 2021 et Pieces of Home en 2024,.
En 1987, Zanes se met en couple à Paula Greif, la réalisatrice du clip de la chanson de Del Fuegos, I Still Want You. Après la déconstitution  de ce groupe, le couple  déménage dans « une petite ville dans les montagnes Catskill ». En 1994, les deux  donnent naissance à une fille..
Zanes communique sur l'importance pour les Blancs de connaître et de travailler pour déconstruire le racisme systémique. En 2011, il cofonde Constructive White Conversations, une organisation antiraciste axée sur les personnes blanches.
En 2016, Zanes rencontre Claudia Eliaza avec qui il se marie en 2018. En 2019, le couple déménagé de Brooklyn à Baltimore,. Le couple est chrétien et est actuellement membre d'une église baptiste noire à Baltimore.

## Discographie

### Avec les Del Fuegos
- 1984: The Longest Day (album) (en).
- 1995: Boston, Mass et Spin Radio Concert.
- 1987: Stand Up.
- 1989: Smoking in the Fields.
- 2012: Silver Star.

### Albums de musique familiale
- 2000: Rocket Ship Beach
- 2001: Family Dance
- 2002: Night Time!
- 2003: House Party
- 2005: All Around the Kitchen!
- 2006: Catch That Train!
- 2008: The Welcome Table
- The Welcome Table et ¡Nueva York!
- 2009: 76 Trombones[8] et The Fine Friends Are Here![15]
- 2011: Little Nut Tree[16]
- 2013 : Turn Turn Turn avec Elizabeth Mitchell[17].
- 2014: Get Loose and Get Together!: The Best of Dan Zanes.
- 2017: Lead Belly, Baby!, Smithsonian Folkways[18].
- 2018: Train de nuit 57 avec Claudia Eliaza et Yuriana Sobrino.

## Récompenses
| Année | Prix                                    | Catégorie                              | Album             | Résultat | Réf. |
| ----- | --------------------------------------- | -------------------------------------- | ----------------- | -------- | ---- |
| 2005  | Les Grammy Awards                       | Meilleur album musical pour enfants    | House Party       | nommé    |      |
| 2007  | Les Grammy Awards                       | Meilleur album musical pour enfants    | Catch That Train! | lauréat  |      |
| 2009  | 8e édition des Independent Music Awards | Meilleur album de musique pour enfants | ¡Nueva York!      | lauréat  |      |